# 大学城站 (韩国)
大學城站（：／ Kaempeosu-taun yeok */?）副站名延世大學（연세대학교），是仁川地鐵1號線沿線的一座地下車站，位於韓國仁川廣域市延壽區松島1洞。

## 車站結構
站體為2面2線側式月台的地下車站，候車月台設有月台幕門，並有4處出口。

### 月台配置
| 東幕 ↑     |
| \| 上      |
| ↓ 科技公園 |

| 月台 | 路線               | 目的地                                                 |
| ---- | ------------------ | ------------------------------------------------------ |
| 上行 | ●仁川都市鐵道1號線 | 源仁齋、富平、橘峴、桂陽方向                           |
| 下行 | ●仁川都市鐵道1號線 | 科技公園、中央公園、國際業務園區、松島月光慶典公園方向 |

## 歷史
- 2009年6月1日：落成啟用。
- 2013年9月3日：增設副站名海洋警察廳（해양경찰청입구）。
- 2014年11月19日：廢除副站名。

## 車站周邊
- 海洋警備安全本部（朝鲜语：해양경비안전본부）
- 延世大學松島校區
- 新松中學
- 新松高校
- 新松公園
- 松島樂天城
- 道路交通公團（朝鲜语：도로교통공단）仁川駕照試場

## 圖片

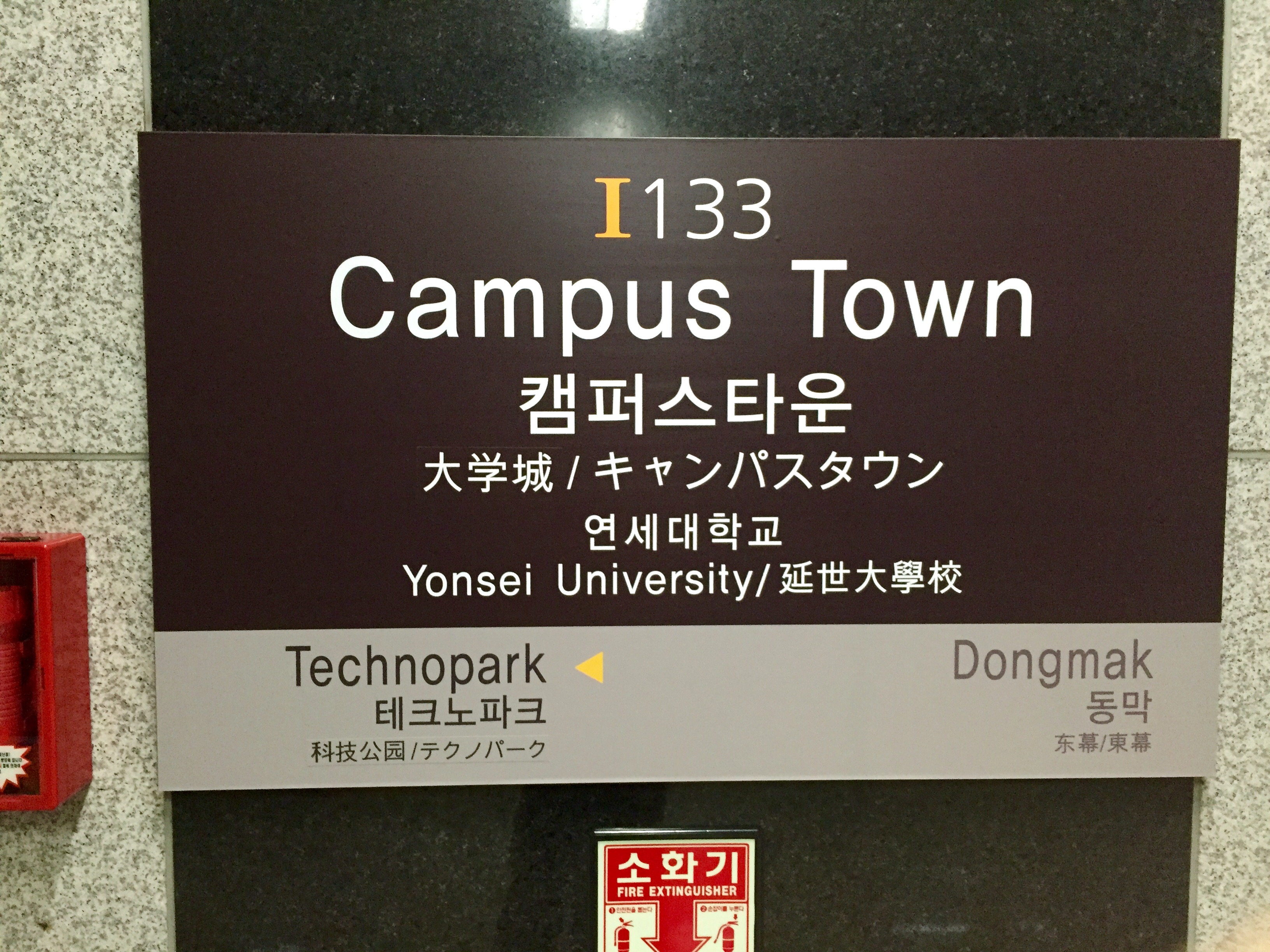
站名牌
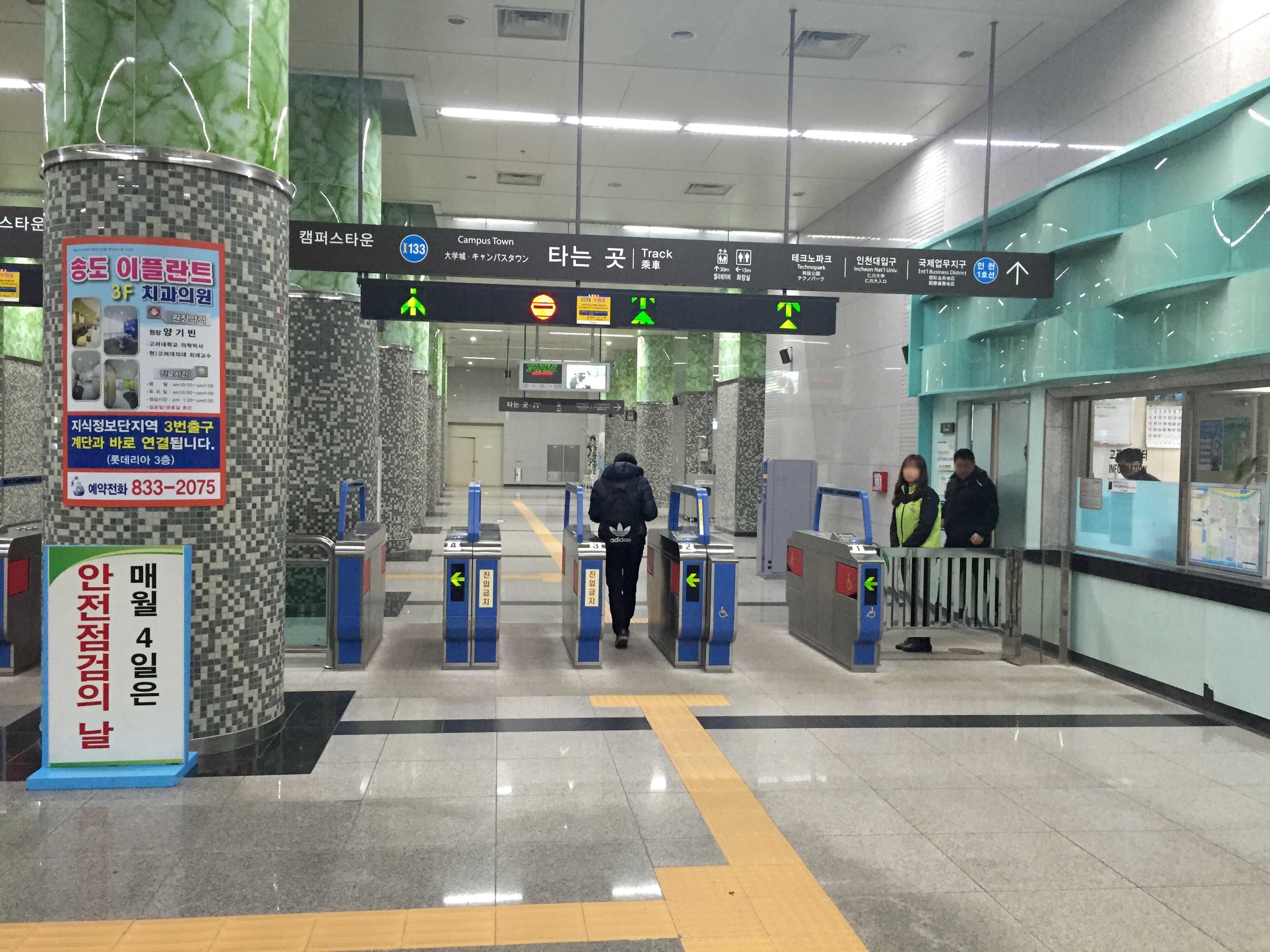
剪票閘口
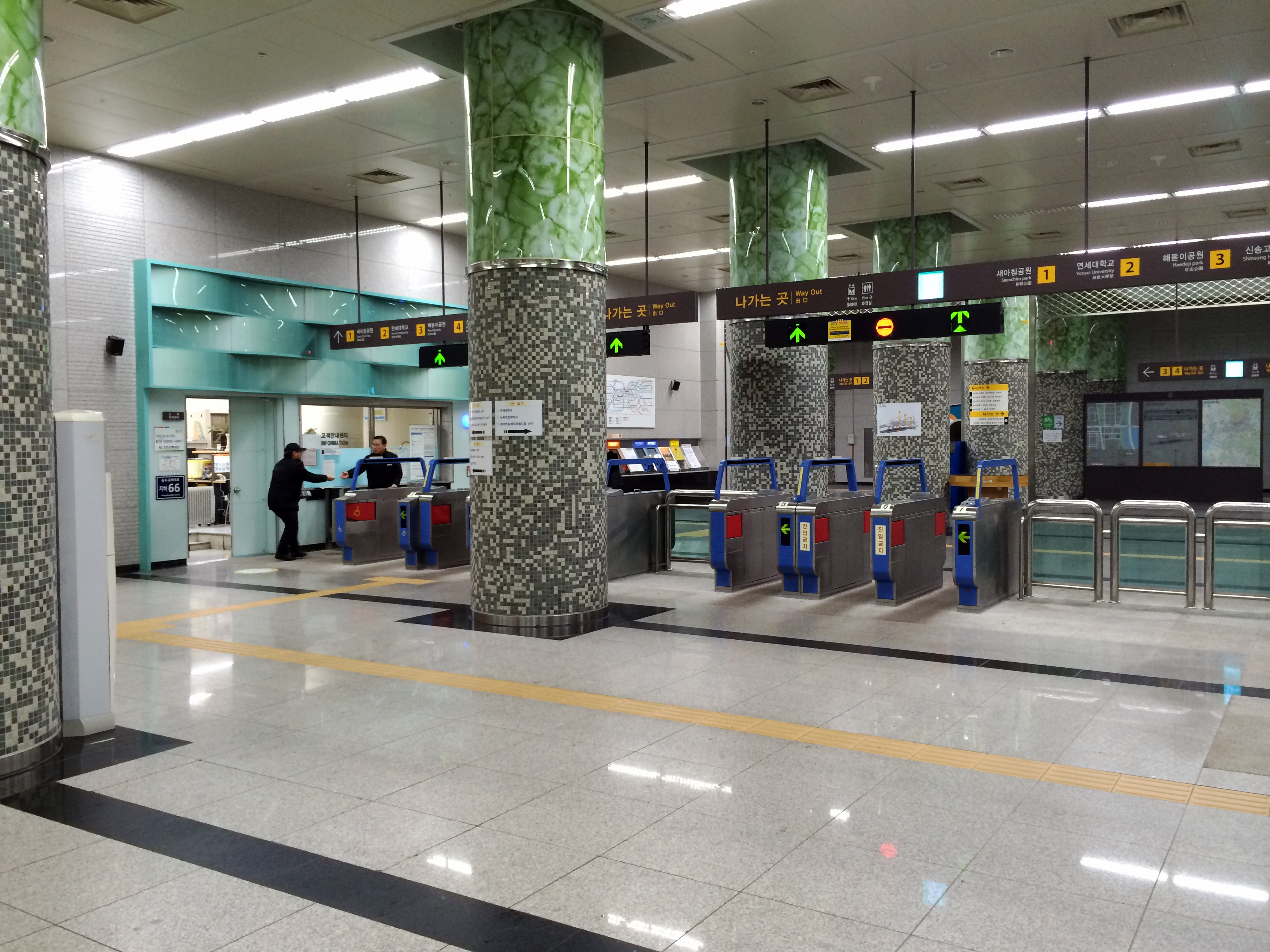
票閘口與候車廳
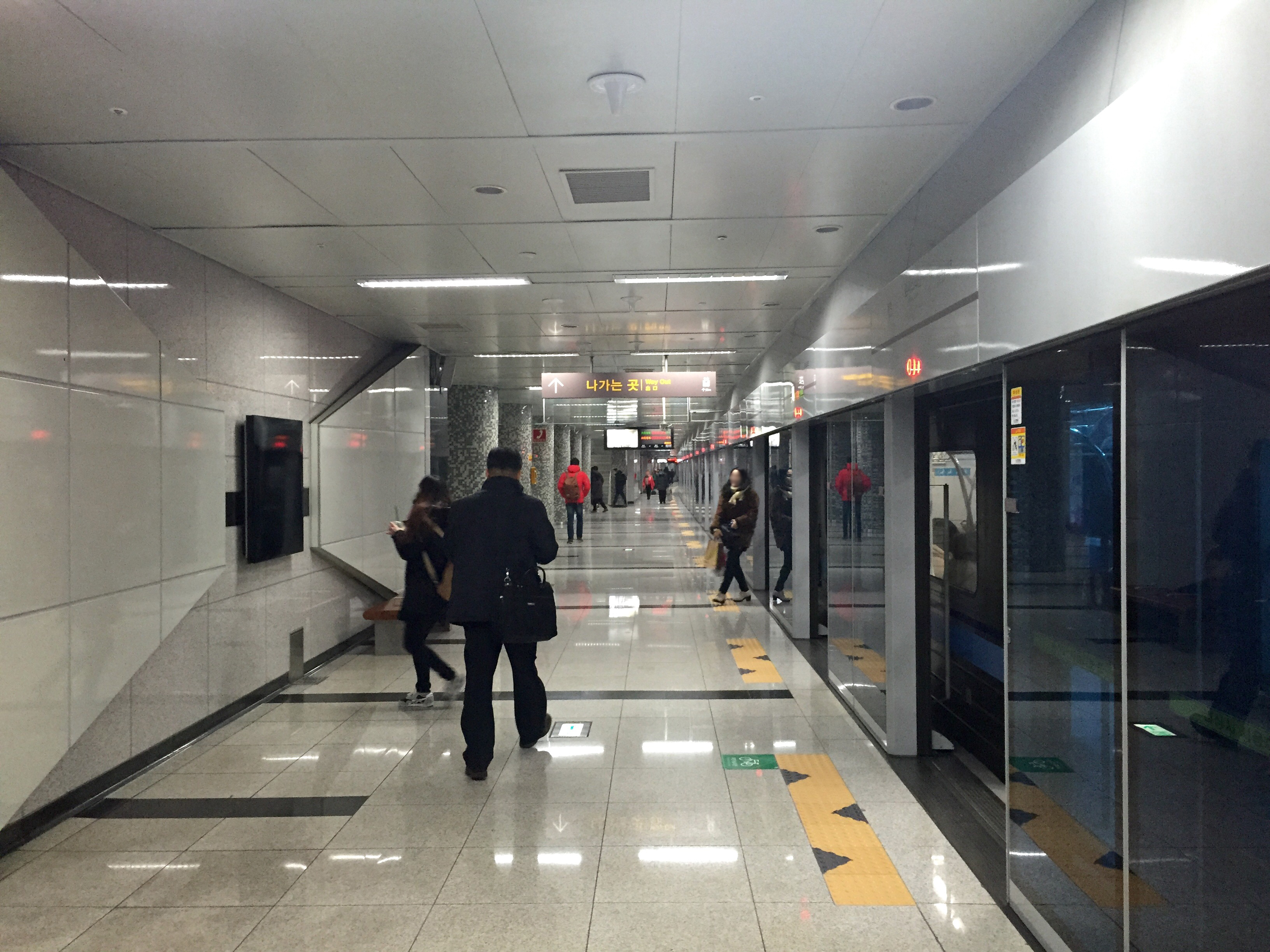
候車月台
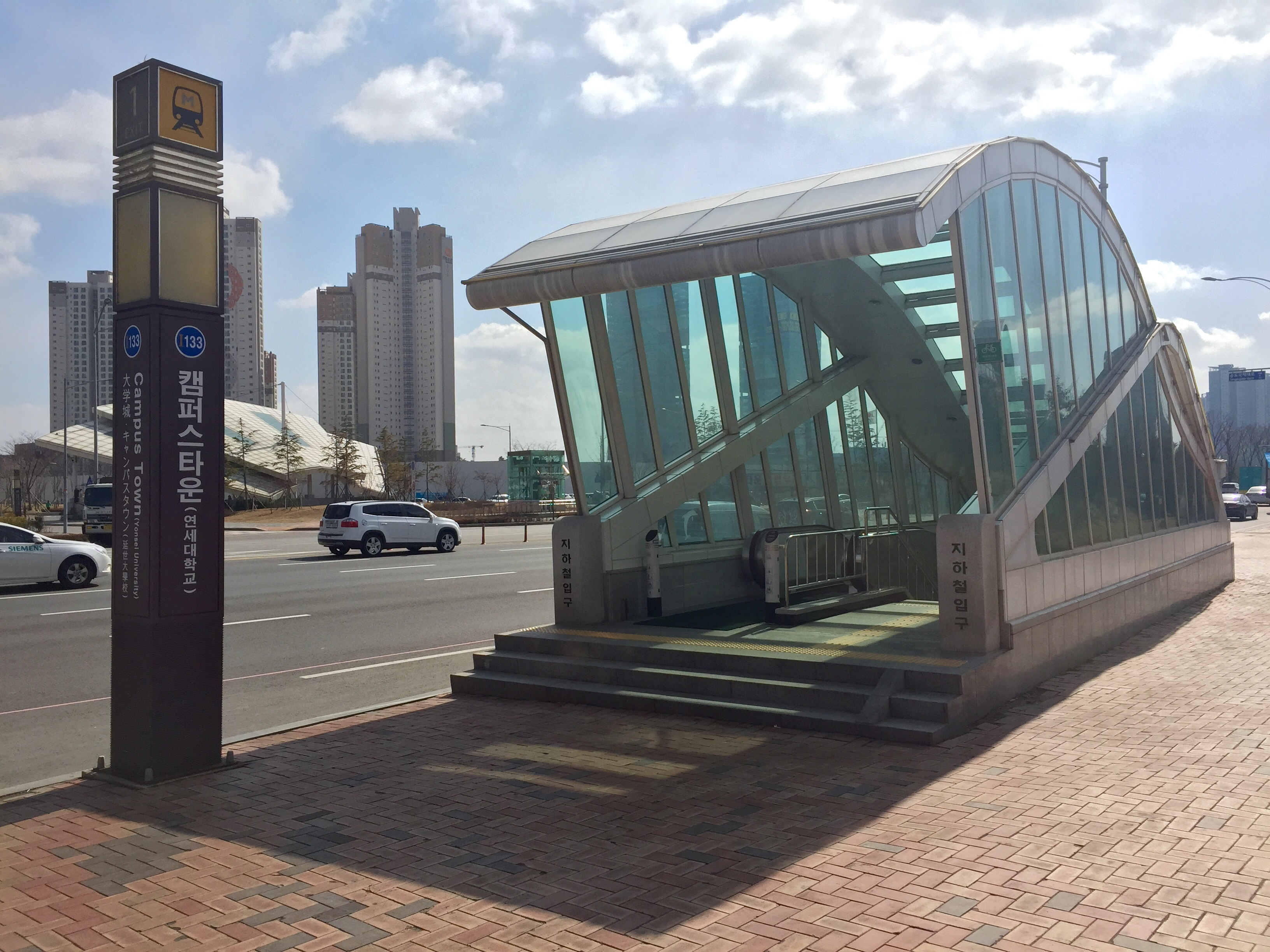
1號出口
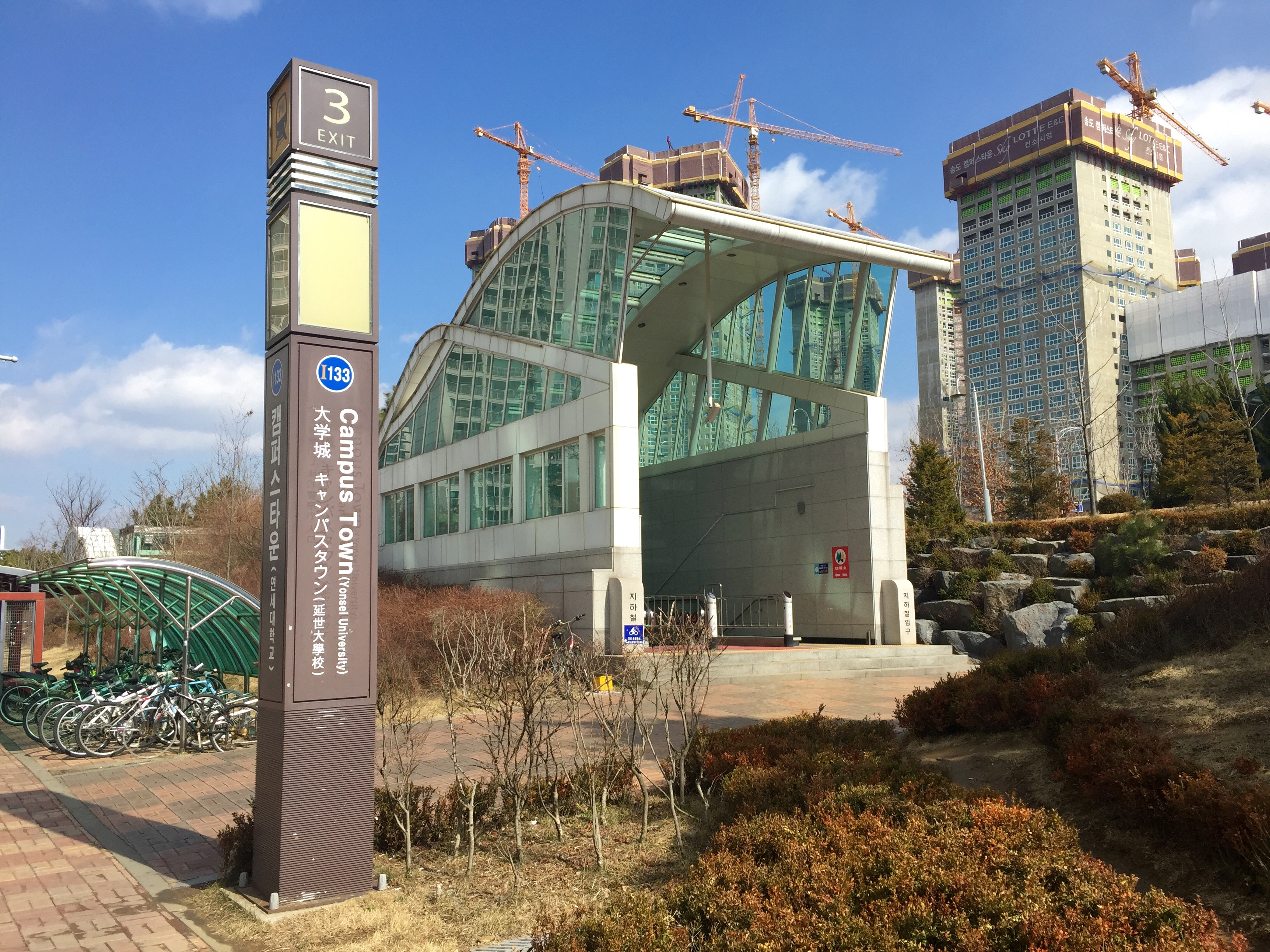
3號出口
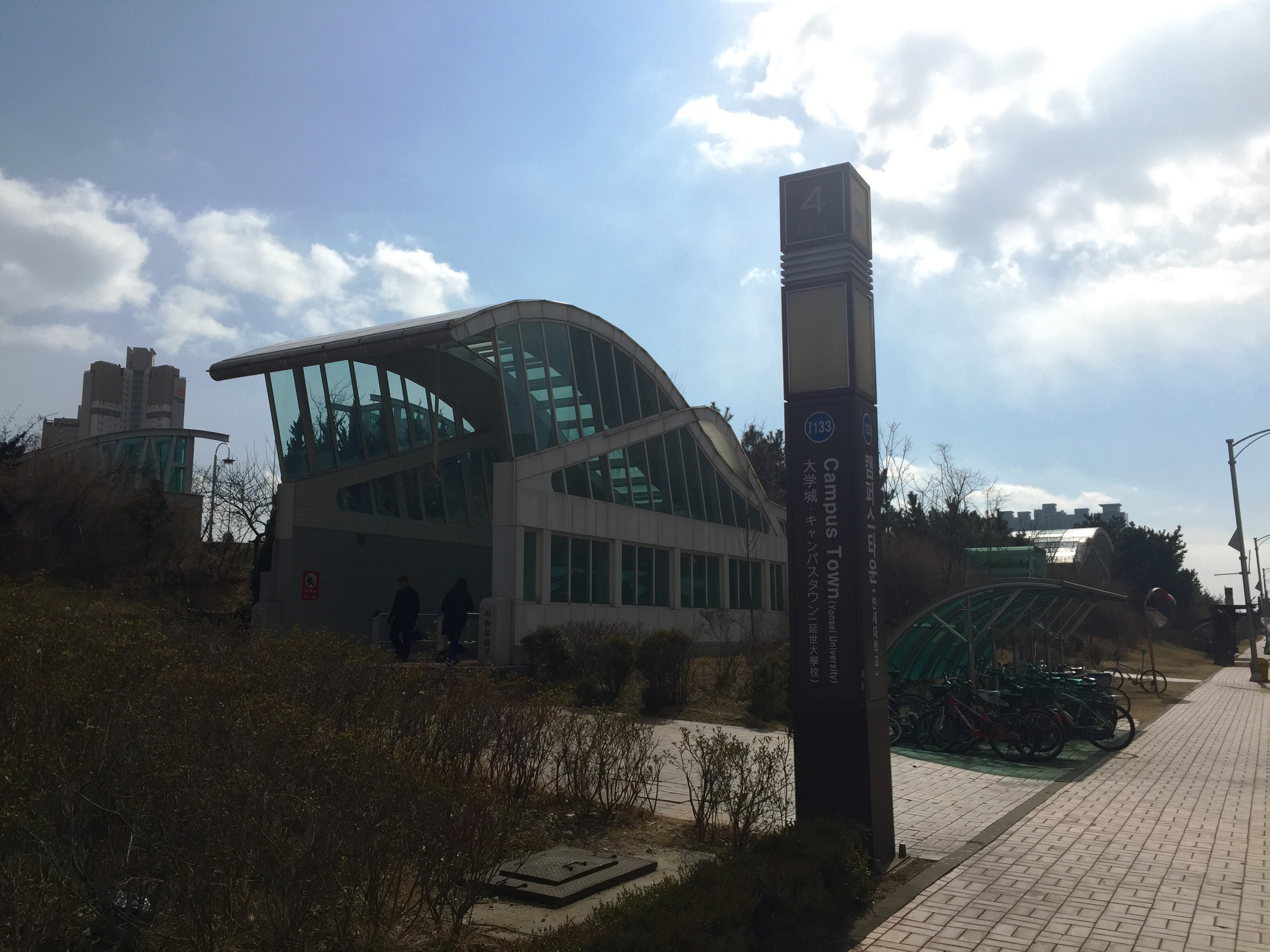
4號出口
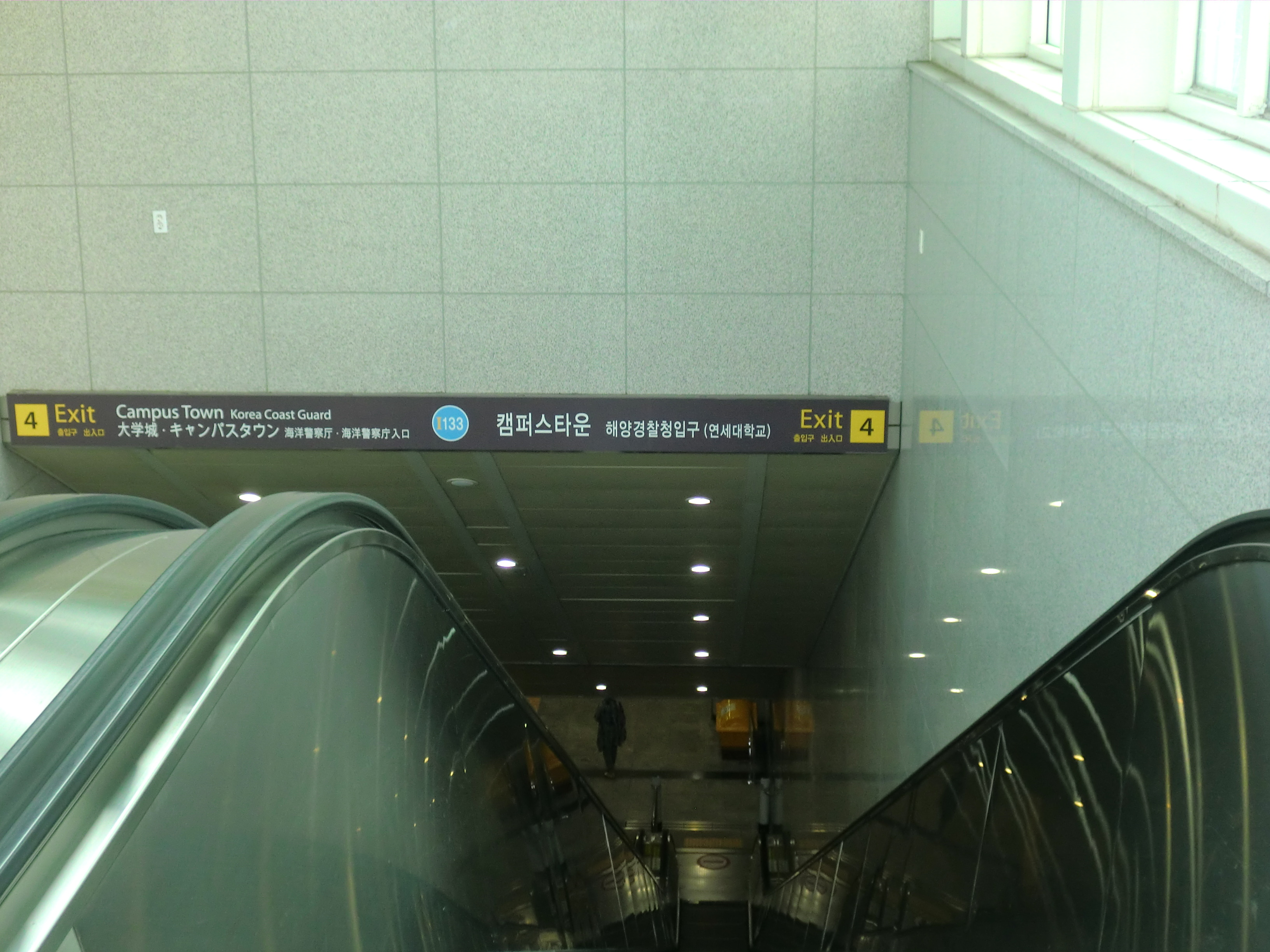
4號出口
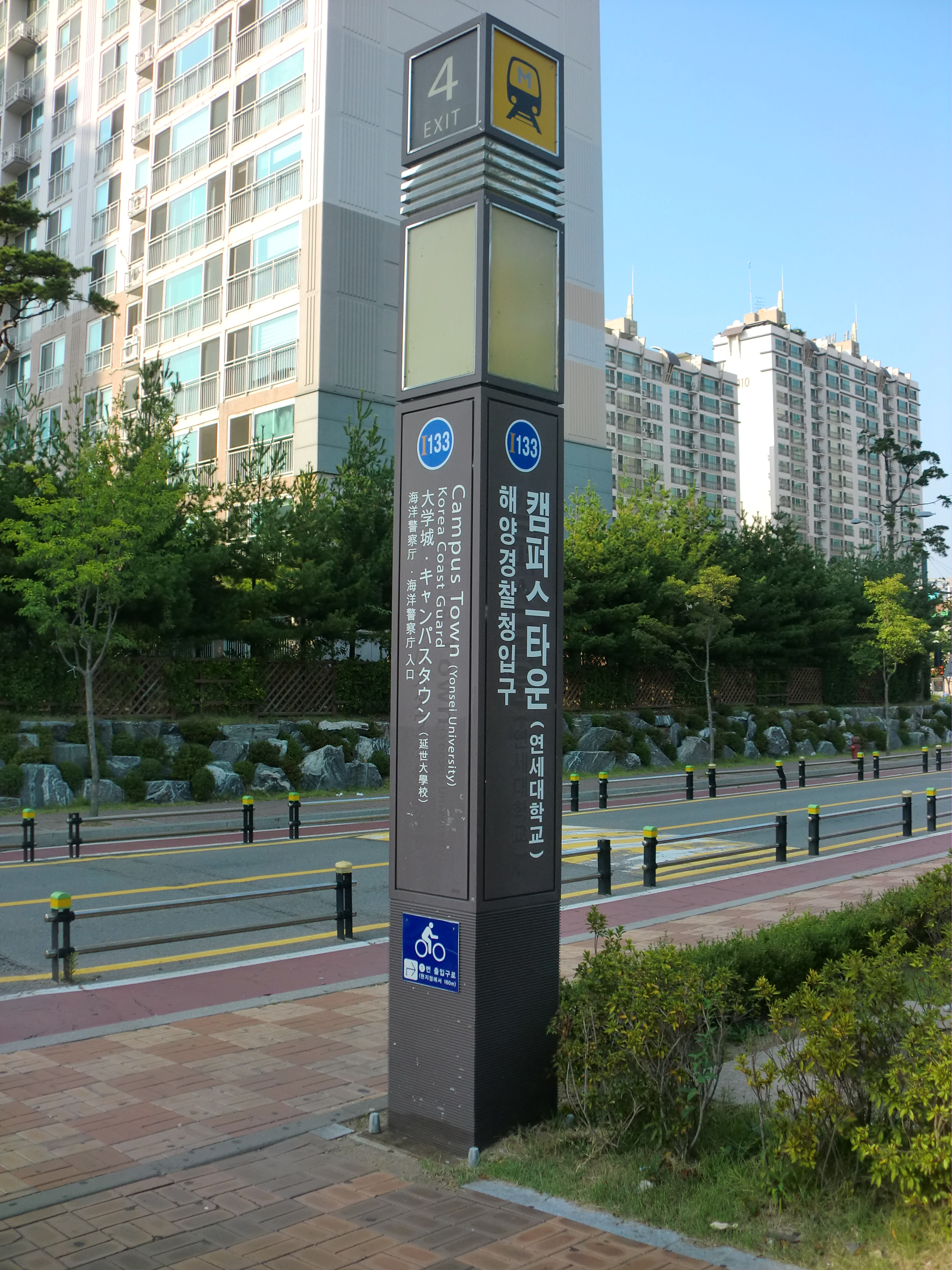
4號出口側柱站牌

## 相鄰車站
仁川交通公社
●仁川都市鐵道1號線
東幕（I132）－大學城（I133）－科技公園（I134）